# Vladimir Nabokov
« Nabokov » redirige ici. Pour les autres significations, voir Nabokov (homonymie).
Œuvres principales
- La Défense Loujine (roman, 1930)
- Le Don (roman, 1938)
- Lolita (roman, 1955)
- Feu pâle (roman, 1962)
- Ada ou l'Ardeur (roman, 1969)

Vladimir Vladimirovitch Nabokov (en russe : Владимир Владимирович Набоков ) est un écrivain américain d'origine russe né le 10 avril 1899 (22 avril dans le calendrier grégorien) à Saint-Pétersbourg (Russie) et mort le 2 juillet 1977 à Lausanne (Suisse).
Romancier, nouvelliste, poète, mais aussi traducteur et critique littéraire, Vladimir Nabokov est considéré comme l'un des auteurs les plus importants de la littérature du XXe siècle. Encensé de son vivant aussi bien par la critique que par le public, ses livres sont traduits dans le monde entier et se sont vendus à plusieurs dizaines de millions d'exemplaires. Une grande partie de sa célébrité est due à son roman Lolita, qui provoqua censure et scandale à sa sortie en 1955, régulièrement cité comme l'un des chefs-d'œuvre de la littérature moderne.
Issu d'une famille cultivée et libérale de l'aristocratie pétersbourgeoise, contrainte de fuir la révolution russe, Nabokov séjourne d'abord en Europe dans l'entre-deux-guerres, où il publie ses premiers romans en russe, puis s'installe durablement aux États-Unis à partir de 1940. Pour subvenir aux besoins de sa famille, il enseigne la littérature européenne dans plusieurs universités, avant de connaître un succès international avec Lolita. Au sommet de sa gloire, l'écrivain termine sa vie dans un palace, sur les rives du Léman, sans cesser d'écrire et de publier.
Parfaitement trilingue (russe, anglais et français), Nabokov publie tout d'abord des nouvelles et romans dans sa langue maternelle. Machenka (1926), La Défense Loujine (1930), Le Guetteur (1930) ou Le Don (1938) évoquent, au travers d'histoires imaginaires, son déracinement forcé, la mélancolie de l'exil ou le quotidien de la communauté russe émigrée en Allemagne. La deuxième partie de sa carrière d'écrivain, en anglais, accentue ses obsessions pour le déplacement, les paysages et les souvenirs d'une enfance idéalisée, à jamais perdue. Outre Lolita, Nabokov publie d'autres ouvrages importants, dont Feu pâle (1962) et Ada ou l'Ardeur (1969), monument littéraire et apogée du style de l'écrivain. Il est aussi l'auteur de plusieurs traductions, dont celle en anglais d'Eugène Onéguine de Pouchkine, ainsi que d'une autobiographie intitulée Autres rivages (1951).

## Biographie

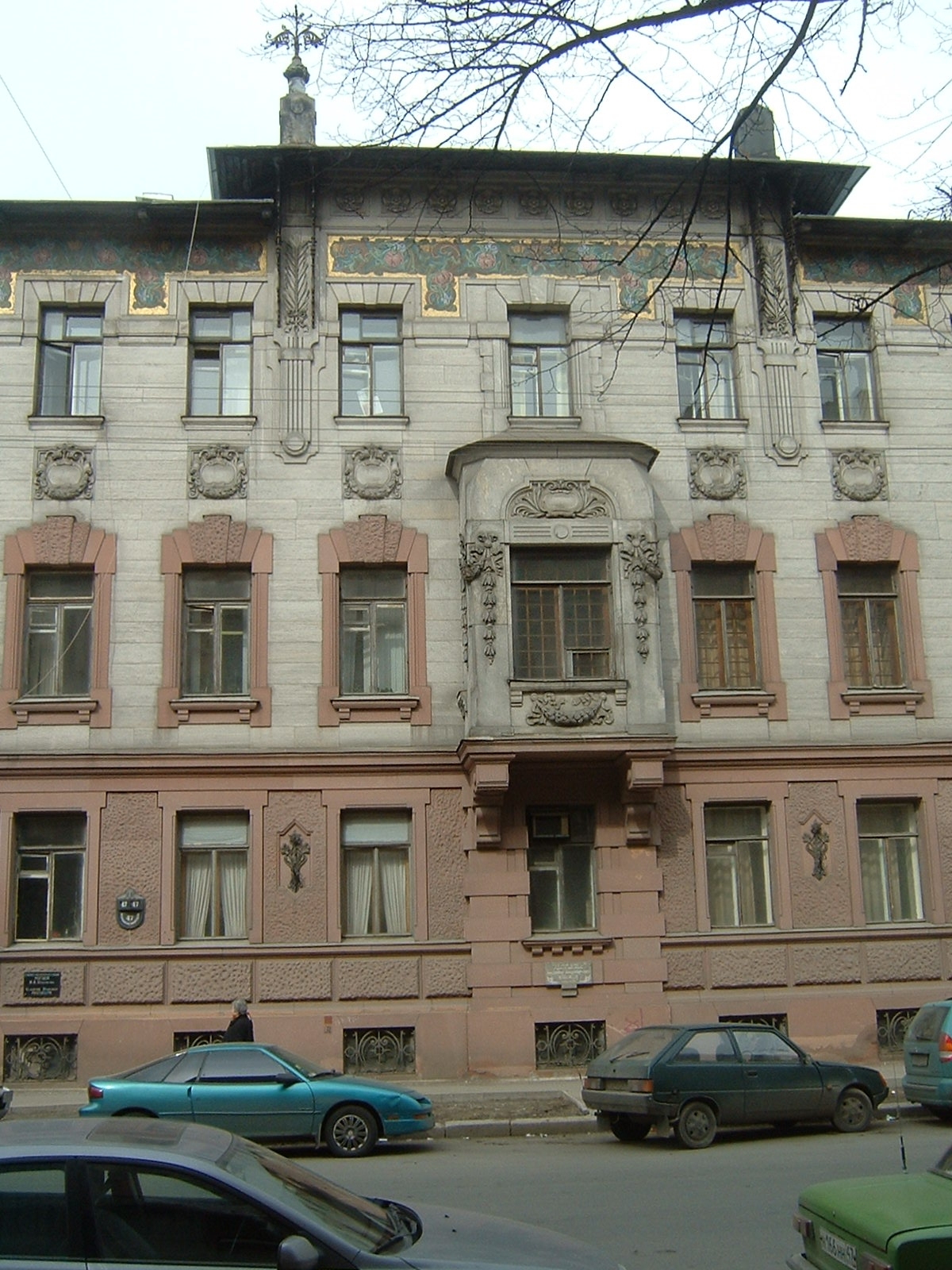
La maison natale de Vladimir Nabokov.

« Je suis un écrivain américain, né en Russie et formé en Angleterre, où j’ai étudié la littérature française avant de passer quinze années en Allemagne. Je suis venu en Amérique en 1940 et j'ai décidé de devenir citoyen américain et de faire de ce pays mon foyer. »

### Famille Nabokov
La famille Nabokov fait partie de la noblesse russe. S'appuyant sur les dires d'un cousin généalogiste, Vladimir Nabokov fait remonter le passé de sa famille à Nabok Murza, un prince tatar russifié qui aurait vécu à la fin du XIVe siècle. Depuis le XIXe siècle, la famille s'est illustrée au service de l'Empire russe. Le grand-père paternel de l'écrivain, Dimitri Nikolaïevitch Nabokov, est ministre de la Justice d'Alexandre II puis d'Alexandre III, et son père, Vladimir Dmitrievitch Nabokov, est un professeur de droit, criminologue et homme politique libéral connu, membre fondateur du Parti constitutionnel démocratique, élu à la première Douma d'État de l'Empire russe. Le père est un opposant à l'autocratie, il est d'ailleurs arrêté quelques semaines après l'appel de Vyborg (en). Après la révolution de Février 1917, il est ministre sans portefeuille dans le gouvernement Alexandre Kerensky.
La mère de l'écrivain, Eléna Ivanovna (née Roukavichnikov) (1876-1939) est issue d'une richissime famille de propriétaires terriens,. En 1916, après la mort de son unique oncle maternel Vassili (« oncle Rouka »), le futur écrivain, âgé de seulement 17 ans, hérite – au grand dam de son père – d'une fortune colossale, dont il ne profite que pendant quelques mois.
Vladimir est l'aîné d'une fratrie de cinq enfants : un frère, Serge, né en mars 1900, deux sœurs : Olga, née en janvier 1903, et Elena, en mars 1906, et le benjamin, Kirill, né en juin 1912.

### Enfance

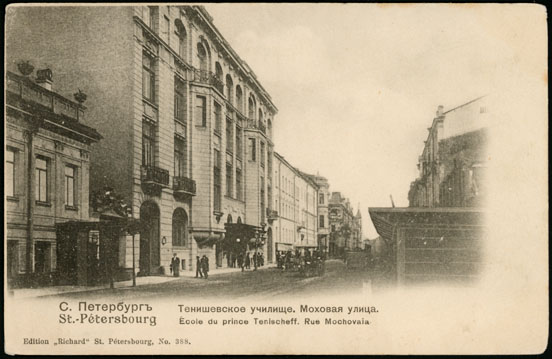
Vue de l'école Tenichev vers 1910.

Vladimir Vladimirovitch naît le 22 avril 1899, au cœur de Saint-Pétersbourg, vit une enfance heureuse dans un milieu très aisé et reçoit une solide éducation.
Dès l'âge de 6 ans, il parle l'anglais et apprend le français, aidé par « une file ahurissante de nurses et de gouvernantes anglaises » (« la langoureuse et mélancolique Miss Norcott », « la vague Miss Rachel », « la myope petite Miss Hunt », « Miss Robinson au nez tout rose », Mademoiselle O, etc.) et « le voisinage d'une bibliothèque de dix mille ouvrages ». Dans Autres rivages, Nabokov rapporte : « J'appris à lire en anglais avant de savoir lire en russe » et « Cet été-là (1905), durant l'un de ses brefs séjours avec nous à la campagne, [mon père] constata, avec une consternation de patriote, que mon frère et moi étions capables de lire et d'écrire en anglais, mais pas en russe. » La famille demeure dans son hôtel particulier de la rue Bolchaïa Morskaïa, dans un des quartiers les plus élégants de la capitale. Elle passe ses vacances au château de Rojdestveno ou à Biarritz sur la côte atlantique.
En janvier 1911, Vladimir et son frère Serge font leur entrée à l'école Tenichev, une école privée ouverte à tous, mais l'une des plus chères de l'Empire russe.
Vers 1912, le professeur Mstislav Doboujinski est engagé pour donner à Vladimir des cours particuliers de dessin. Ils ont beaucoup en commun, notamment la passion des papillons, bien que pour Doboujinski elle soit passagère, alors que Nabokov la gardera tout au long de sa vie. Le souci du détail, le sens du comique et l'attachement au passé sont également les points qu'ils partagent et qui se retrouvent renforcés chez Nabokov sous influence de son mentor.

### Exils
La révolution d'Octobre 1917 et la prise du pouvoir par les bolcheviks poussent les Nabokov à l'exil. Vladimir Nabokov quitte définitivement Pétrograd le 15 novembre 1917. La famille fuit d'abord vers le sud et s'installe quelque temps en Crimée. Le 15 avril 1919, elle embarque pour Athènes et parvient à Marseille. De là, elle traverse la France pour Le Havre et elle embarque pour le Royaume-Uni, où vit une importante communauté de Russes exilés. De 1919 à 1923, Vladimir étudie d'abord brièvement l'ichtyologie avant de se tourner définitivement vers les lettres françaises et russes au Trinity College, à Cambridge. En 1923, diplômé de l'université de Cambridge, il s'installe à Berlin, grand carrefour d'immigration russe.
Il publie quelques nouvelles et poèmes dans le journal émigré Roul dès 1921, donne des cours d'anglais, de tennis, fait de la traduction, de la figuration de cinéma, un peu de théâtre, des échecs, compose des mots croisés en russe. L'assassinat de son père par les monarchistes russes Piotr Chabelski-Bork et Sergueï Taboritski puis la montée du nazisme poussent Nabokov (qui a épousé Véra Slonim, elle-même juive et qui lui donne un fils, Dimitri) à quitter l'Allemagne en 1936 pour s'installer à Paris.
Les premières œuvres de Nabokov sont toutes écrites en russe, Nabokov n'ayant jamais appris l'allemand. Son premier roman, Machenka (1926), lui vaut un début de célébrité parmi les émigrés russes. Publié en 1928, Roi, Dame, Valet et la traduction allemande de Machenka rétablissent un peu la situation financière difficile des Nabokov, qui peuvent s'offrir des vacances dans les Pyrénées. Avec La Défense Loujine, Nabokov devient un écrivain de renom. Certains de ses textes sont déjà traduits. Ainsi, Chambre obscure paraît en français en 1934.
Son œuvre russe s'achève avec Le Don, un roman sur la création littéraire.

### L'écrivain russe devient américain
Nabokov quitte définitivement Berlin le 18 janvier 1937. Il séjourne d'abord à Bruxelles, puis à Paris, mais il fait de nombreux voyages à Cambridge, Prague, en différents lieux de la Côte d'Azur. Il espère s'installer comme professeur de russe en Angleterre, mais le projet ne se concrétise pas. Nabokov vit alors dans un très grand dénuement : il ne peut travailler en France et n'obtient une carte d'identité qu'un an plus tard. Il écrit cependant en français la nouvelle Mademoiselle O, ainsi qu'un essai sur Alexandre Pouchkine.
Les Nabokov émigrent aux États-Unis le 28 mai 1940 sur le Champlain.
En 1941, Nabokov écrit pour la première fois un roman en anglais intitulé La Vraie Vie de Sebastian Knight — ce qui marque un tournant majeur dans sa carrière d'écrivain. Son style est dès lors totalement abouti et le livre lui-même peut être présenté comme un manifeste de son travail.
Nabokov enseigne ensuite à l'université Cornell. Il est naturalisé américain en 1945. En 1946, l'écrivain propose sa candidature pour le poste de président du département de russe à Vassar College, mais n'obtient pas le poste en raison de son tempérament et de son rapport au canon littéraire, jugé trop « prima-donna » par les professeurs d'alors. La publication d’Autres rivages, un récit de ses souvenirs d'enfance, lui vaut une première reconnaissance littéraire aux États-Unis.

#### La consécrationLolita
La consécration vient ensuite avec le succès de Lolita en 1955. Le roman fait scandale ; refusé par les éditeurs américains, il est publié à Paris par Olympia Press, que dirige Maurice Girodias. L'année suivante le livre est interdit en France par décision du ministre de l'Intérieur avec vingt-quatre autres livres publiés par Girodias, malgré l'accueil très favorable de la critique française ; l'interdiction sera levée par le Tribunal Administratif en janvier 1958. Cette année-là, le roman paraît pour la première fois aux États-Unis et devient bientôt un best-seller mondial. Le livre est adapté au cinéma par Stanley Kubrick en 1962, puis de nouveau par Adrian Lyne en 1997. Dans Lolita, Humbert Humbert, pédophile européen, manipule et agresse Dolores Haze, jeune américaine de 12 ans qu’il décrit comme une « nymphette ». Émaillé de références à Annabel Lee d'Edgar Allan Poe, Lolita est aussi une description passionnée des États-Unis et un chef-d'œuvre de poésie en prose.
Nabokov publie ensuite Feu pâle (1961), autre texte majeur, dont la construction autour de trois histoires imbriquées constitue une remarquable mise en abyme.

#### Installation en Suisse
En 1961, il s'installe en Suisse, sur la Riviera vaudoise, dans un grand hôtel de Montreux, le Montreux Palace Hôtel, où il demeure jusqu'à sa mort. Il adapte alors ses premiers romans en russe dans des versions anglaises, souvent avec le soutien de son fils Dmitri, et surveille leurs traductions dans plusieurs autres langues.
Il travaille de longues années à Ada ou l'Ardeur, son dernier roman. Œuvre monumentale décrivant l'amour entre Van Veen et sa sœur Ada, dans un univers fantasmé rappelant la Russie de la jeunesse de l'auteur, il est avec Lolita le roman le plus poétiquement érotique de Nabokov. Lors de son passage à l'émission Apostrophes du 30 mai 1975, l'auteur comparait ainsi ses deux héroïnes : « Non, Ada et Lolita ne sont nullement cousines. Dans le monde de mon imagination, car l'Amérique de Lolita est au fond aussi imaginaire que celle où vit Ada – les deux fillettes appartiennent à des classes différentes – et à des niveaux intellectuels différents. J'ai parlé de la première des deux, la plus molle, la plus frêle, la plus gentille peut-être, parce qu'Ada n'est pas gentille du tout. Et j'ai parlé de l'abîme du temps qui sépare Humbert de Lolita. Par contre, le bon lecteur d'Ada ne trouvera rien de particulièrement morbide ou rare dans le cas d'un garçon de quatorze ans qui s'amourache d'une fillette compagne de ses jeux. Ils iront trop loin, certes, ces deux adolescents, et le fait qu'ils soient frère et sœur va créer par la suite des difficultés que le moraliste prévoit. »
Avec Ada, il atteint le sommet de sa célébrité. Les deux romans suivants, La Transparence des choses (1972) et Regarde, regarde les arlequins ! (1974), rencontrent un succès très limité. Pendant cette période, il continue de travailler à ses traductions, notamment à celle d'Ada en français. Il entreprend aussi un nouveau roman, L'Original de Laura, qu'il n'aura pas le temps de terminer.

### Dernières années
En juillet 1975, après la publication enthousiaste d'Ada ou l'Ardeur en France, Vladimir Nabokov et son épouse envisagent quelques jours de vacances au cœur des montagnes de Davos, dans le canton des Grisons, nouvelle occasion pour l'écrivain de s'adonner à sa passion pour la chasse aux papillons. Alors âgé de soixante-seize ans, il est victime d'une lourde chute sur une pente glissante et escarpée, et se voit contraint d'attendre les secours, deux heures durant, bloqué dans une position inconfortable,. S'il ne s'est rien cassé, l'écrivain doit pourtant rester alité quelques jours. De retour à Montreux, il subit une série d'examens médicaux qui détectent une tumeur bénigne de la prostate. Épuisé par l'opération et sa chute en montagne, Nabokov décide de ralentir considérablement son rythme de travail. En décembre, il choisit le titre définitif de son nouvel ouvrage, L'Original de Laura, provisoirement intitulé A Passing Fashion (Une Mode fugitive). Quelques mois plus tard, au printemps 1976, un recueil de nouvelles de jeunesse, rédigées entre 1924 et 1931, est publié sous le titre Détails d'un coucher de soleil et autres nouvelles, sans grand succès auprès du public.

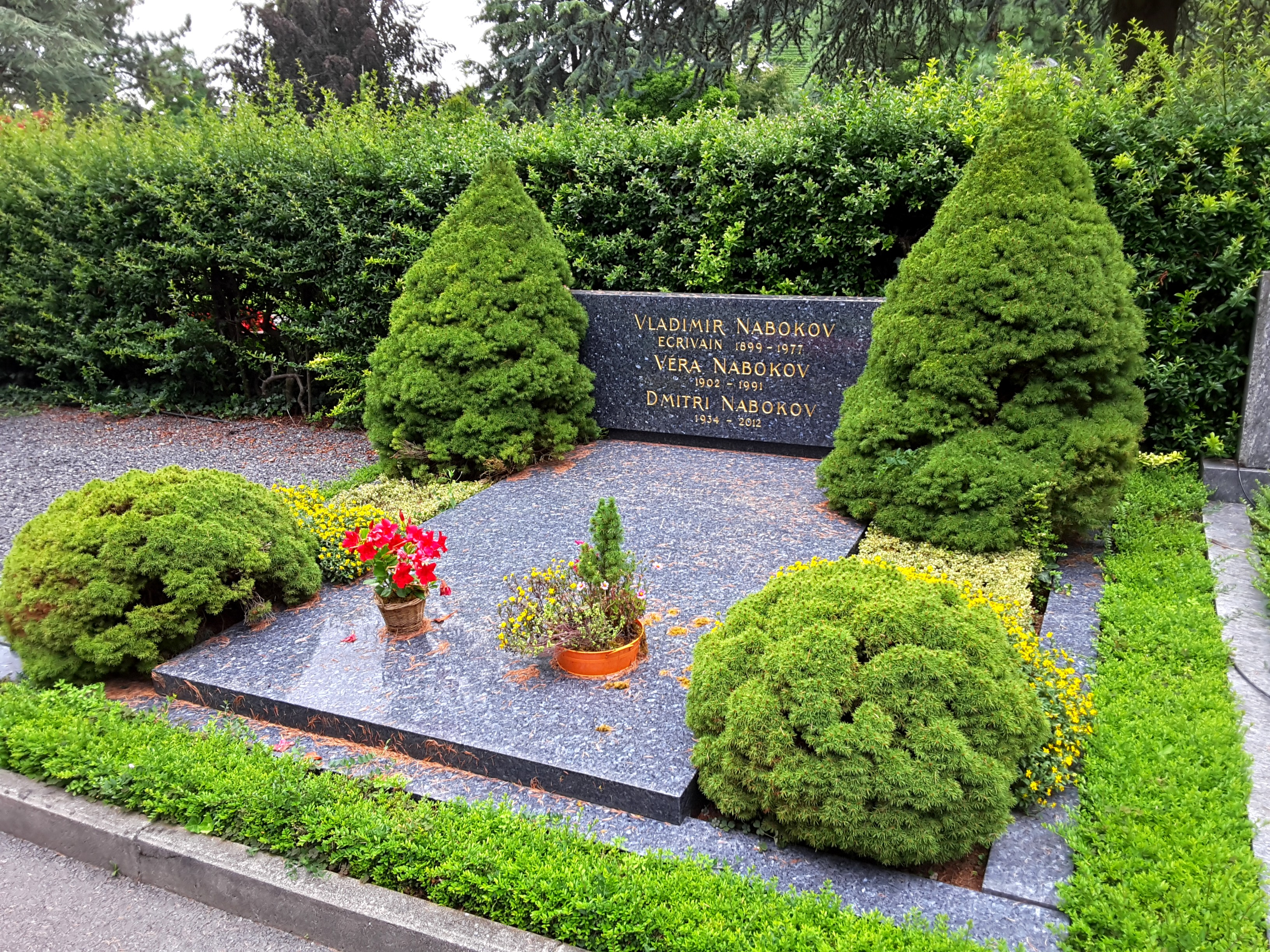
La tombe de Vladimir Nabokov au cimetière de Clarens (Montreux) en Suisse.

Hospitalisé d'urgence à Lausanne en avril, après une nouvelle chute dans la salle de bain de sa chambre d'hôtel, l'écrivain est contraint d'annuler ses vacances estivales, et doit reprendre le chemin d'une clinique privée pour soigner ses inquiétantes poussées de fièvre. Affaibli par des carences en potassium et en sodium, Vladimir Nabokov souffre également d'une grave infection des voies urinaires, probablement consécutive à son opération de la prostate. Admis au Centre hospitalier universitaire vaudois de Lausanne le 9 juillet, il n'en sort que début septembre pour rejoindre un sanatorium de Montreux, et entamer quelques semaines de convalescence, durant lesquelles il n'écrit pratiquement pas.
Dès lors, Dmitri et Véra s'affairent autour de l'écrivain, qui annonce des projets de voyage aux États-Unis ou en Israël, et tente difficilement de rédiger sur ses fiches toutes les intrigues de son nouveau roman. En mars 1977, à la suite d'une grippe qui dégénère en broncho-pneumonie, il effectue un nouveau séjour de plusieurs semaines au Centre hospitalier universitaire vaudois de Lausanne, avant de regagner, une dernière fois, le Montreux Palace. Le 5 juin, sa température montée à quarante degrés nécessite une nouvelle hospitalisation en urgence. Une congestion des bronches aggrave son état de santé les jours qui suivent ; admis en service de réanimation, Vladimir Nabokov s'éteint le 2 juillet, entouré de sa femme et son fils, des suites d'une « accumulation de sérosités dans les poumons »,.
Le corps de l'écrivain est incinéré à Vevey le 7 juillet, en présence de quelques intimes, dont sa sœur Élèna, son éditeur allemand et des amis de Montreux. Le lendemain, seuls Véra et Dmitri assistent à l'inhumation des cendres, dans le cimetière de Clarens.

### Œuvre posthume
À sa mort, l'écrivain laissait deux manuscrits importants, Volchebnik, bref roman écrit en russe en 1939 et qui préfigurait Lolita ; son fils Dimitri allait en faire paraître la traduction anglaise, The Enchanter (L'Enchanteur) en 1986. L'autre manuscrit était celui du roman inachevé, L'Original de Laura, rédigé au crayon de papier sur 138 fiches cartonnées. Il souhaitait que le manuscrit soit détruit s'il mourait avant de l'avoir achevé. Après trente ans d'hésitation et contre la volonté de son père, son fils le fit éditer en novembre 2009 aux États-Unis et au Royaume-Uni.

## Style
Nabokov se caractérise par la dextérité, l'originalité de son style et par sa position d'auteur intermédiaire entre les littératures russe et américaine. En outre, une imagination débordante, l'usage de la parodie, de la satire, ainsi que des jeux de mots dans différentes langues contribuent à sa consécration.

### Jeux intertextes
Nabokov apprécie de faire croire à la réalité de ses romans. Il utilise plusieurs artifices, notamment des préfaces dans lesquelles il justifie la façon dont l'œuvre est arrivée entre ses mains. Il utilise aussi des initiales comme s'il devait protéger l'identité d'une personne, notamment le narrateur s'appelle V... dans La Vraie Vie de Sebastian Knight.
Vladimir Nabokov fait également des apparitions cachées dans ses propres romans, sous forme d'anagrammes. Vivian Darkbloom apparait plusieurs fois, comme personnage secondaire de Lolita puis comme auteur d'une postface dans Ada. On croise un Blavdak Vinomori.

## Autres aspects

### Entomologiste

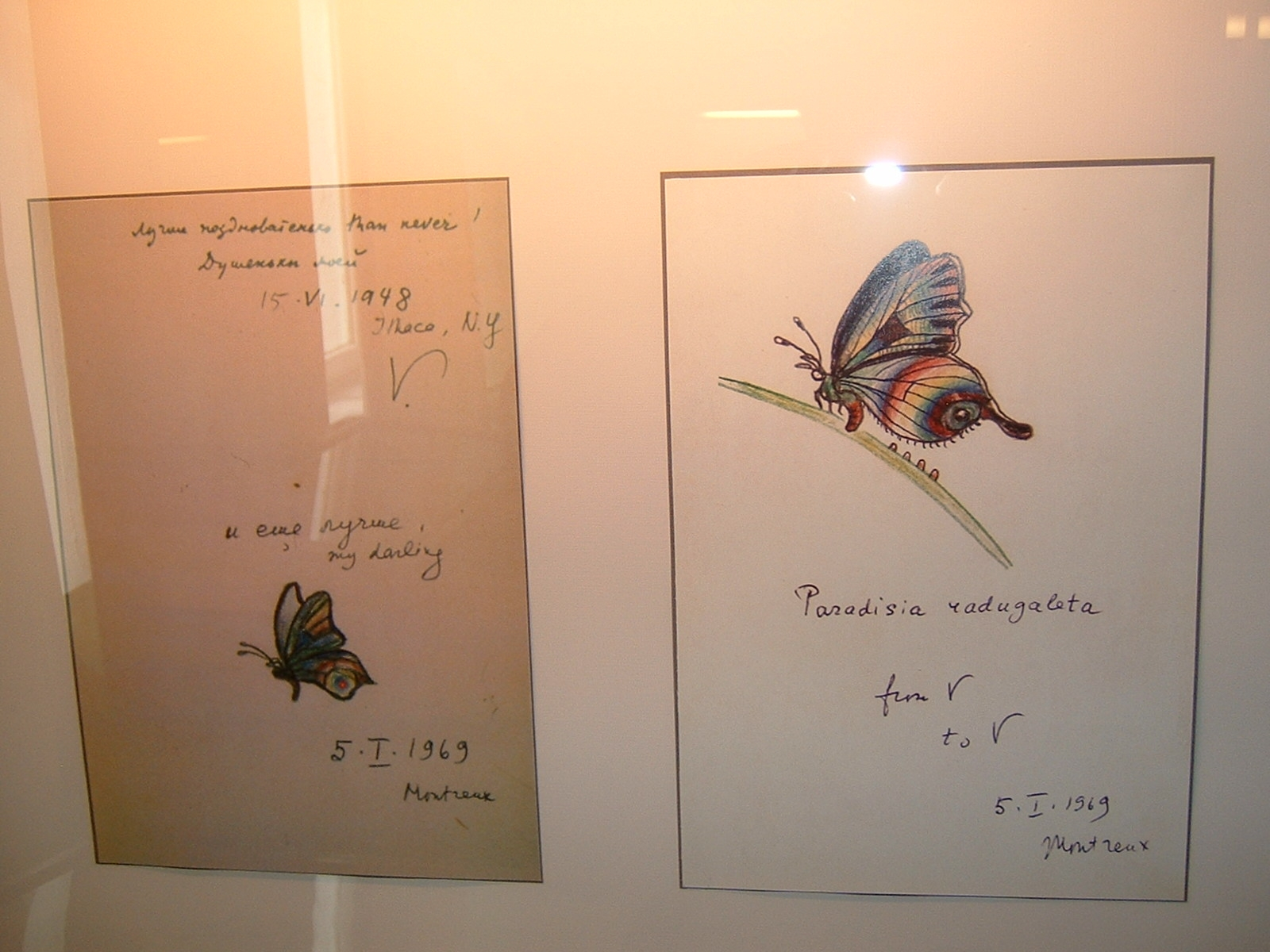
Papillons dessinés par V (Vladimir) pour V (Vera).
Maison Nabokov de Saint-Pétersbourg.

Vladimir Nabokov est aussi un chasseur de papillons et un lépidoptériste. Il découvre sa passion pour les papillons dès l'été 1906,. L'écrivain consacre tout le chapitre VI d'Autres rivages à sa précoce et totale passion pour les papillons. En octobre 1919, il rédige son premier écrit scientifique sur les lépidoptères. L'article est publié en février 1920 dans la revue The Entomologist (en).
Dans les années 1940, il est chargé de l'organisation de la collection de papillons du musée de Zoologie comparée de l'université Harvard. Ses écrits dans ce domaine sont très pointus et on lui doit la description de nombreuses espèces nouvelles pour la science. Il était en outre spécialisé dans la sous-famille des Polyommatinae de la famille des Lycaenidae. Sa collection de papillons (4 300 spécimens) est abritée au musée cantonal de zoologie de Lausanne.
La contribution de Nabokov à l'étude des papillons a pu être mise en cause par certains mais elle est maintenant universellement reconnue comme en témoignent notamment deux ouvrages importants, Nabokov's Blues écrit par Kurt Johnson et Steve Coates, et A Guide to Nabokov's Butterflies and Moths de Dieter E. Zimmer. Les textes de Nabokov sur les papillons ont été rassemblés dans un volumineux ouvrage, Nabokov's Butterflies.
Lors de son passage à l'émission télévisée française Apostrophes en mai 1975, Nabokov déclare à Bernard Pivot : « Je conçois très bien une autre vie, dans laquelle je ne serais pas romancier, locataire heureux d'une tour de Babel en ivoire, mais quelqu'un de tout aussi heureux, d'une autre manière : un obscur entomologiste qui passe l'été à chasser les papillons dans des contrées fabuleuses et qui passe l'hiver à classifier ses découvertes dans un laboratoire. »

### Problémiste
Toute sa vie, Nabokov a été un joueur d'échecs, comme plusieurs personnages de ses romans : Humbert Humbert, John Shade et Loujine, et un problémiste passionné,.
À Berlin, en avril 1926, il est l'un des quarante joueurs opposés à Aaron Nimzowitsch dans une simultanée au café Équitable. Une semaine, il affrontait Alexandre Alekhine.
Pendant son exil européen, il agrémente ses revenus en composant des problèmes d'échecs pour des journaux : il est d'ailleurs l'auteur d'un « thème » qui porte son nom.
Comme il le rapporte dans un chapitre enthousiaste d'Autres rivages entièrement consacré à sa passion de problémiste : « Au cours de mes vingt années d'exil, j'ai consacré énormément de temps à composer des problèmes d'échecs. [...] C'est un art magnifique, complexe et stérile . »

### Vision en couleur
Vladimir Nabokov était synesthète graphème-couleur, tout comme sa mère et son fils, et a fait état à plusieurs reprises de ce don dans ses œuvres, notamment dans Autres rivages. Dans le même passage de son autobiographie, Nabokov avoue cependant sa totale insensibilité à la musique : « La musique, j'ai le regret de le dire, me fait purement et simplement l'effet d'une succession arbitraire de sons plus ou moins irritants. »

## Œuvres

### Romans

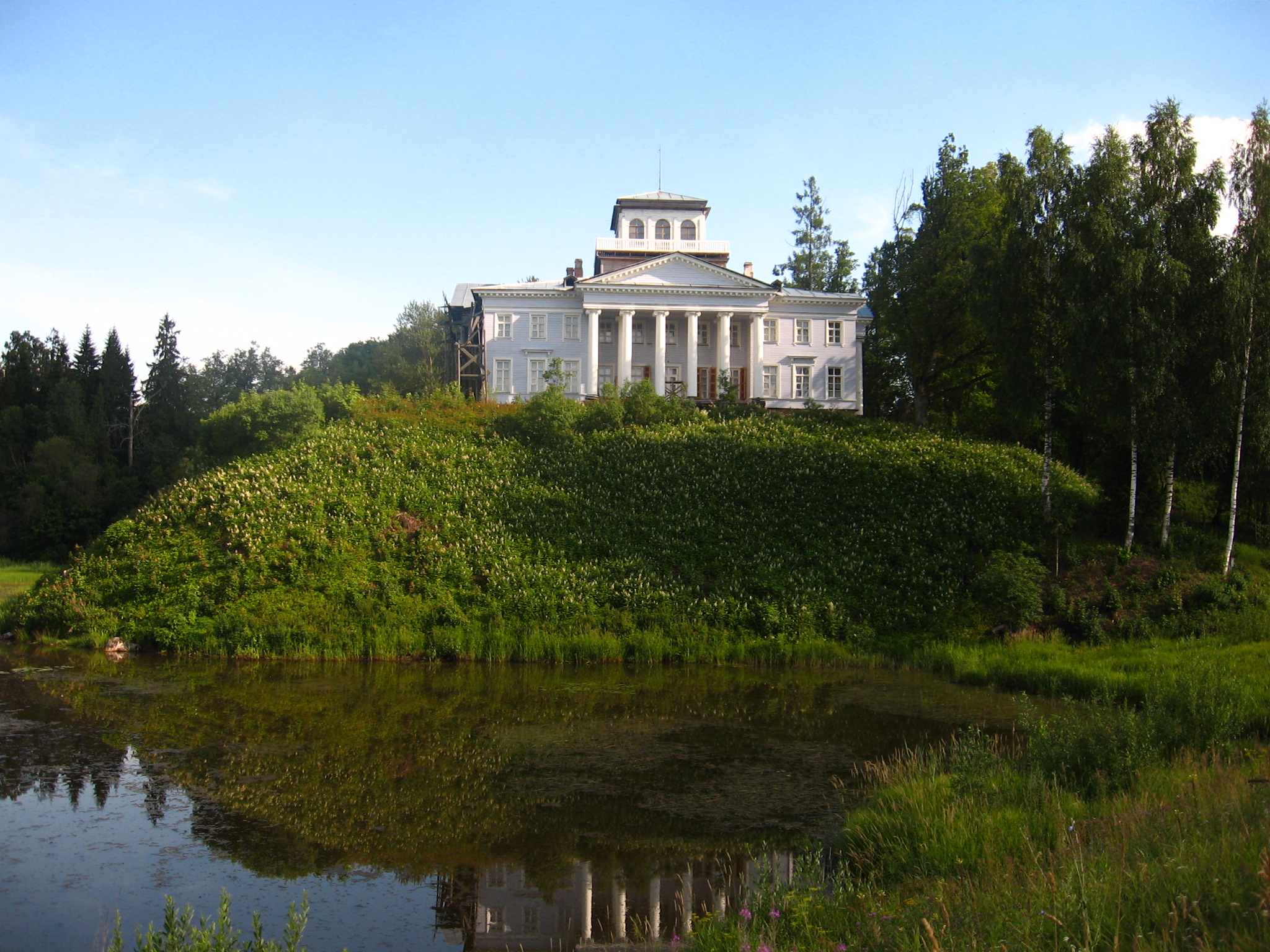
Le château de Rojdestveno appartenant à la famille maternelle de l'écrivain, dont il hérita en 1916, aujourd'hui musée Nabokov.

#### Romans écrits en russe
- 1926 : Machenka (Mashen'ka (Машенька))
- 1928 : Roi, Dame, Valet (Korol' Dama Valet (Король, дама, валет))
- 1930 : La Défense Loujine (Zashchita Luzhina (Защита Лужина))
- 1930 : Le Guetteur ou L'Aguet (Sogliadatai (Соглядатай))
- 1932 : L'Exploit (Podvig (Подвиг))
- 1932 : Rire dans la nuit ou Chambre obscure (Kamera Obskura (Камера Обскура))
- 1934 : La Méprise (Otchayanie (Отчаяние))
- 1938 : Invitation au supplice (Priglasheniye na kazn (Приглашение на казнь))
- 1938 : Le Don (Dar (Дар))
- 1939 : L'Enchanteur (Volshebnik (Волшебник))[Note 6]

#### Romans écrits en anglais
- 1941 : La Vraie Vie de Sebastian Knight (The Real Life of Sebastian Knight)
- 1947 : Brisure à senestre (Bend Sinister)
- 1955 : Lolita
- 1957 : Pnine (Pnin)
- 1962 : Feu pâle (Pale Fire)
- 1969 : Ada ou l'Ardeur (Ada or Ardor: A Family Chronicle)
- 1972 : La Transparence des choses (Transparent Things)
- 1974 : Regarde, regarde les arlequins ! (Look at the Harlequins!)

#### Roman posthume
- 2009 : L'Original de Laura (The Original of Laura) — roman posthume inachevé

### Recueils de nouvelles
- 1923 : La Vénitienne et autres nouvelles
- 1923-1940 : Une beauté russe (A Russian Beauty : and other stories)
- 1958 : Mademoiselle O (Nabokov's Dozen)
- 1924-1939 : L'Extermination des tyrans (Tyrants Destroyed and Other Stories)
- 1924- 1935 : Détails d'un coucher de soleil (Details of a Sunset : and other stories)

### Poésie
- 1916 : Poèmes (Stikhi (Стихи)) — premier recueil de soixante-sept poèmes, publié à ses frais.
- 1918 : Deux voies (Al'manakh : Dva Puti (Альманах: Два пути)) — recueil de poèmes publié avec un camarade d'école, Andreï Balachov.
- 1922 : Grappe (Grozd (Гроздь) — recueil dédié à sa fiancée Svetlana Sievert, publié sous le nom V. Sirine.
- 1923 : Le Sentier de l'Empyrée (Gornii Put' (Горний путь)) — publié sous le nom V. Sirine.
- 1929 : Le Retour de Tchorb (Vozvrashchenie Chorba (Возвращение Чорба))
- 1952 : Poèmes 1929-1951 (Stikhotvoreniia 1929–1951 (Стихотворения 1929—1951)) — recueil de nouvelles initialement publié en russe à Paris.
- 1959 : Poems — premier recueil de poèmes publié en anglais.
- 1969 : Poems and Problemes — publié en France sous le titre Poèmes et problèmes (Gallimard, 1999)

### Essai et critiques littéraires
- 1944 : Nikolai Gogol — publié en France sous le titre Nicolas Gogol (Éditions de la Table ronde, 1953)
- 1973 : Strong Opinions — publié en France sous le titre Partis pris (Éditions Robert Laffont, 1999)
- 1980 : Lectures on Literature — publié en France sous le titre Littératures I : Austen, Dickens, Flaubert, Stevenson, Proust, Kafka, Joyce (Fayard, 1983)
- 1981 : Lectures on Russian Literature — publié en France sous le titre Littératures II : Gogol, Tourguéniev, Dostoïevski, Tolstoï, Tchekhov, Gorki (Fayard, 1985)
- 1983 : Lectures on Don Quixote — publié en France sous le titre Littératures III : Don Quichotte (Fayard, 1986)

### Écrits autobiographiques
- 1951 : Autres rivages (1re édition : Speak, memory, 1951 ; 2e édition : Speak, Memory: An Autobiography Revisited, 1966)

### Correspondance
- 1979 : Correspondance Nabokov-Wilson : 1940-1971 (The Nabokov-Wilson letters: correspondence between Vladimir Nabokov and Edmund Wilson, 1940-1971)
- 1989 : Lettres choisies : 1940-1977 (Selected letters)
- 2014 : Letters to Véra. Nabokov's letters to Véra Slonim, beginning in 1921 and extending through their marriage.
- 2017 : Lettres à Véra, édition établie par Bryan Boyd, traduit du russe et de l'anglais par Laure Troubetzkoy, Fayard, 850 p.

### Théâtre
- 1923 : Smert'
- 1924 : La Tragédie de M. Morn
- 1927 : L'Homme de l'URSS
- 1938 : The Waltz Invention (Izobretenie Val'sa)

### Scénario
- 1962 : Scénario du film Lolita, réalisé par Stanley Kubrick — publié sous le titre Lolita (scénario) par Gallimard en 1998

## Traductions

### Du français vers le russe
- 1922 : Colas Breugnon (de Romain Rolland, 1919) — publié sous le titre Кола Брюньон (Nikolka Persik)

### De l'anglais vers le russe
- 1923 : Les Aventures d'Alice au pays des merveilles (de Lewis Carroll, 1865) — publié sous le titre Аня в стране чудес (Anya v strane chudes) et illustré par Serge Choubine.

### Du russe vers l'anglais
- 1944 : sélection de poèmes des auteurs Alexandre Pouchkine, Mikhaïl Lermontov et Fiodor Tiouttchev — publié sous le titre Three Russian Poets: Selections from Pushkin, Lermontov, and Tyutchev
- 1958 : Un héros de notre temps (de Mikhaïl Lermontov, 1840) — publié sous le titre A Hero of Our Time
- 1960 : Le Dit de la campagne d'Igor (poème épique anonyme, de la fin XIIe siècle) — publié sous le titre The Song of Igor's Campaign: An Epic of the 12th Century
- 1964 : Eugène Onéguine (d'Alexandre Pouchkine, 1825-1832) — publié sous le titre Eugene Onegin, avec un commentaire de l'œuvre

## Distinctions

### Nominations
National Book Award for Fiction
- 1958 : pour le roman Pnine
- 1959 : pour le roman Lolita
- 1963 : pour le roman Feu pâle
- 1965 : pour le roman La Défense Loujine
- 1973 : pour le roman La Transparence des choses
- 1975 : pour le roman Regarde, regarde les arlequins !
- 1976 : pour le roman L'Extermination des tyrans

Oscars du cinéma
- 1963 : Meilleur scénario original (Lolita, de Stanley Kubrick)

### Hommages
- (7232) Nabokov, astéroïde.